# Convenio sobre Aviación Civil Internacional

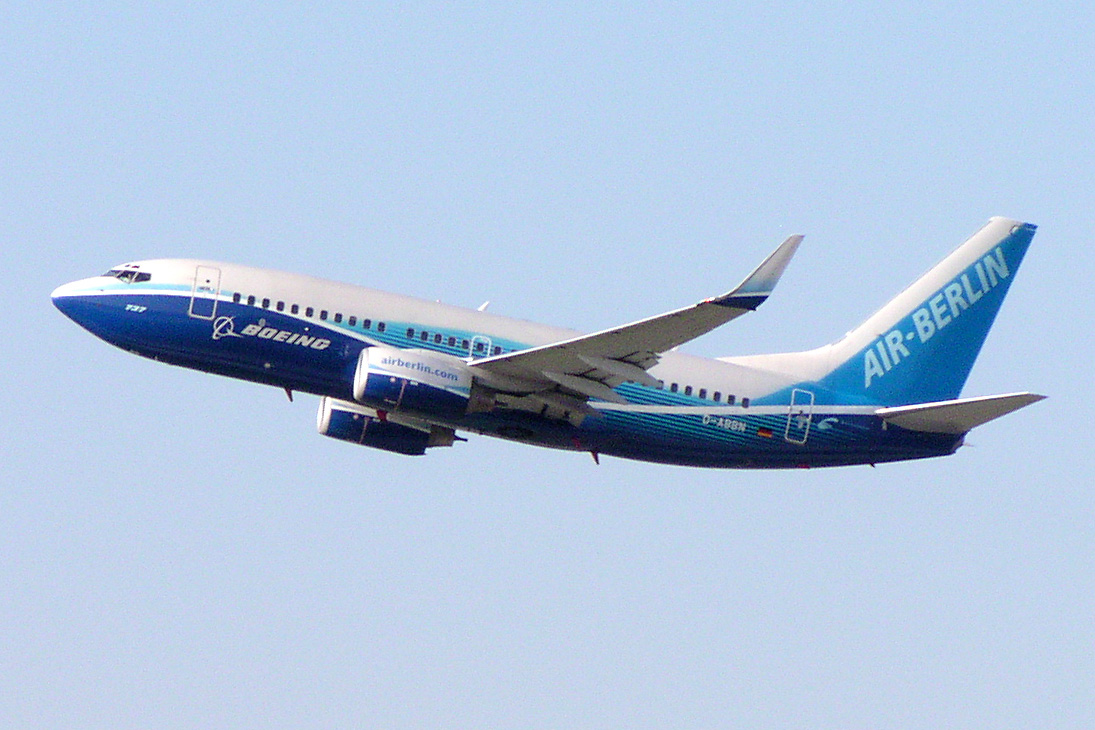
Vuelo

El Convenio sobre Aviación Civil Internacional (1944), también conocido como el Convenio de Chicago, tuvo por objetivo actualizar las normas sobre aviación. Es el tratado normativo más importante en relación con el Derecho Público Internacional Aeronáutico.
En 1944, con el final de la Segunda Guerra Mundial próximo, Estados Unidos promovió una conferencia con el fin de actualizar los acuerdos internacionales sobre aviación civil, estancados prácticamente desde la Convención de París de 1919. La conferencia se celebró en Chicago con asistencia de delegados de 54 Estados, del 1 de noviembre hasta el 7 de diciembre de 1944, que culminó con la suscripción del Convenio por 52 de ellos. En ese momento, la aviación civil estaba esperando el final de la guerra para su relanzamiento, se habían logrado grandes avances tecnológicos en la aeronáutica, el potencial económico de EE. UU. estaba en pleno auge, mientras que las grandes potencias europeas, la URSS y Japón estaban totalmente endeudadas, con una industria aeronáutica civil prácticamente destruida. Esto trajo un enfrentamiento entre EE. UU., con una posición económicamente muy fuerte que pretendía una política de libre mercado aéreo internacional, frente al resto de los países, que querían adoptar una política proteccionista para reconstruir sus industrias aeronáuticas y sus economías.
Finalmente, el convenio regulaba de manera liberal los aspectos de navegación y tráfico aéreo, junto con el tráfico aéreo sin remuneración. El transporte aéreo oneroso quedaba al arbitrio de acuerdos bilaterales entre Estados, que serían registrados en la OACI.
Se acordó constituir un organismo permanente que continuase la tarea de la Comisión Internacional de Navegación Aérea (ICAN) creada con base en la Convención de París de 1919, llamado inicialmente Organización Provisional de Aviación Civil Internacional (OPACI), hasta que el 6 de junio de 1947 pasó a denominarse Organización de Aviación Civil Internacional (OACI), una vez refrendado el convenio por 24 de los Estados miembros.

## Estructura del Convenio
El Convenio de Chicago consta actualmente de 96 artículos divididos en 4 partes y 19 Anexos.

### Primera Parte: Navegación Aérea
Comprende los artículos 1 a 42.
Artículo 1: Todos los estados tienen soberanía plena y exclusiva sobre el espacio aéreo sobre su territorio ...
Artículo 5: Todas las aeronaves civiles podrán sobrevolar el espacio aéreo de otro estado (1.ª Libertad) y realizar escalas técnicas no comerciales en él (2.ª Libertad) sin obtener permiso previo de ese país. Estas libertades estarán supeditadas a las condiciones de aeronavegación que imponga dicho estado (zonas de exclusión militar por ejemplo) y, además, el país podrá requerir aterrizar e inspeccionar las aeronaves por motivos de seguridad.
Artículo 6: Ningún servicio aéreo regular podrá operarse sobre un territorio sin el permiso o acuerdo especial con tal Estado.
Artículo 10: El Estado puede requerir que las aeronaves extranjeras aterricen en un aeropuerto aduanero para ser inspeccionadas.
Artículo 12: Cada estado puede mantener sus propias reglas del aire siempre y exigírselas a las aeronaves que sobrevuelen su espacio aéreo siempre que estén en consonancia con las dictadas en este Convenio.
Artículo 13: Las leyes de cada Estado en lo relativo a entrada y salida de pasajeros o mercancías (aduanas, pasaportes, sanidad…) deberán ser cumplidas durante la llegada, salida y estancia en dicho país.
Artículo 16: Las autoridades de cada Estado tienen derecho de inspeccionar las aeronaves y examinar los certificados y documentos de la misma.
Artículo 24: Las piezas de repuesto, aceite, combustible, etc., de una aeronave que entre en uno de los Estados miembros del convenio estarán libres de impuestos aduaneros, siempre y cuando no sean descargadas en dicho Estado.
Artículo 29: Las aeronaves que pretendan realizar un vuelo internacional deberán llevar a bordo los siguientes documentos:
- Certificado de matrícula
- Certificado de aeronavegabilidad
- Licencias apropiadas para cada miembro de la tripulación
- Diario de a bordo
- Licencia de radio de la aeronave
- Lista de pasajeros con sus nombres y lugares de embarco y desembarco
- Detalle sobre la carga que lleve

Artículo 30: Las aeronaves que sobrevuelen otro Estado solamente pueden llevar aparato de radio que esté aprobada según la normativa del país en el que está matriculada la aeronave. Los operadores de radio deberán llevar la licencia correspondiente que les permita su uso.
Artículo 32: Los pilotos y la tripulación deberán llevar certificados de aptitud para desempeñar sus tareas emitidos por el Estado en que está matriculada la aeronave. Sin embargo, un tercer Estado puede no reconocer los certificados de aptitud emitidos por otro país.
Artículo 33: Los certificados de aptitud, aeronavegabilidad, etc., que emita un Estado serán reconocidos por todos los estados firmantes del convenio siempre y cuando dichos certificados cumplan como mínimo los requisitos impuestos mediante este Convenio.
Artículo 40: Ninguna aeronave ni personal cuyos certificados o licencias estén así anotados podrán participar en la navegación internacional, sin permiso del Estado o Estados en cuyo territorio entren. La matriculación o empleo de tales aeronaves —o de cualquier pieza certificada de aeronave— en un Estado que no sea aquel en el que se certificaron originariamente, quedará a discreción del Estado en el que se importen las aeronaves o la pieza.

### Segunda Parte: La organización de Aviación Civil Internacional
Comprende los artículos 43 a 46 y trata la creación de la Organización de Aviación Civil Internacional (OACI) como organismo permanente para mantener el Convenio actualizado y ejecutar otras acciones previstas en él. La OACI sustituyó las funciones de la ICAN creada por la Convención de París de 1919.

### Tercera Parte:  Transporte Aéreo Internacional
Comprende los artículos 67 al 79, indica que todo estado contratante se compromete a que sus empresas de transporte aéreo internacional comuniquen a la OACI informes estadísticos relativos a su actividad.
Cada estado determina dentro de los parámetros del convenio las rutas dentro de su territorio así como los aeropuertos a usarse para el transporte aéreo internacional.
El consejo podrá hacer recomendaciones si considera que se requieren mejoras a las instalaciones, facilidades y ayudas dentro del territorio de algún estado contratante, pero ningún estado podrá ser infraccionado en caso de no seguir dichas recomendaciones y los estados contratantes podrán cubrir el costo de estas mejoras o buscar un acuerdo con la OACI para sufragar la totalidad o parte de estos costos.
Un estado podrá solicitar a la OACI que administre, mantenga y provea de personal para parte o la totalidad de sus aeropuertos, instalaciones y servicios a la navegación con la finalidad de mantenerlos funcionales y seguros a los servicios internacionales, teniendo el estado la obligación de proveer a la OACI, en caso de necesitarse los terrenos necesarios para estas instalaciones y servicios en condiciones justas, de acuerdo a la legislación del estado. También los estados podrán cobrar un precio justo por el uso de sus servicios e instalaciones.

### Cuarta parte: Disposiciones Finales
Comprende los artículos 80 a 96 y regula la resolución de controversias, la denuncia o adhesión al Convenio, las sanciones por incumplimiento y otros trámites de funcionamiento.

### Anexos
Al Convenio se añaden 19 anexos que contienen normas, definiciones y prácticas recomendadas, que son enmendados por la OACI periódicamente y son los siguientes:
- Anexo 1 - Licencias al personal.
- Anexo 2 - Reglamento del aire.
- Anexo 3 - Servicio Meteorológico para la navegación aérea internacional.

Parte I - SARPS básicos
Parte II - Apéndices y adjuntos
- Anexo 4 - Cartas aeronáuticas
- Anexo 5 - Unidades de medida
- Anexo 6 - Operación de aeronaves

Parte I - Transporte aéreo comercial internacional - aviones.
Parte II - Aviación general internacional - aviones.
Parte III - Operaciones internacionales - helicópteros.
- Anexo 7 - Marcas de nacionalidad y de Matrícula de las aeronaves.
- Anexo 8 - Aeronavegabilidad.
- Anexo 9 - Facilitación.
- Anexo 10 - Telecomunicaciones aeronáuticas.

Volumen I - Radioayudas para la navegación.
Volumen II - Procedimientos de comunicaciones incluso los que tienen categoría de PANS.
Volumen III - Sistemas de comunicación.
Parte I - Sistemas de comunicación con datos digitales.
Parte II - Sistemas de comunicación por voz.
Volumen IV - Sistema de radar de vigilancia y sistema anticolisión.
Volumen V - Utilización del espectro de radiofrecuencias aeronáuticas.
- Anexo 11 - Servicios de tránsito aéreo. (Servicio de control de tránsito aéreo. Servicio de información de vuelo. Servicio de alerta).
- Anexo 12 - Búsqueda y salvamento
- Anexo 13 - Investigación de accidentes e incidentes de aviación.
- Anexo 14 - Aeródromos.

Volumen I - Diseño y operaciones de aeródromos.
Volumen II - Helipuertos.
- Anexo 15 - Servicios de información aeronáutica / Aeronautical Information Service (AIS).[4][5]
- Anexo 16 - Protección del medio ambiente.

Volumen I - Ruido de las aeronaves.
Volumen II - Emisión de los motores de las aeronaves.
- Anexo 17 - Seguridad: Protección de la aviación civil internacional contra los actos de interferencia ilícita.
- Anexo 18 - Transporte sin riesgos de mercancías peligrosas por vía aérea.
- Anexo 19 - Gestión de la seguridad operacional[6]